# Viagem Medieval em Terra de Santa Maria
Viagem Medieval em Terra de Santa Maria é a maior recriação medieval da Península Ibérica e uma das maiores da Europa, tendo tido a sua primeira edição em 1996.
Anualmente, Santa Maria da Feira veste-se a rigor e toda a cidade se transforma para receber a recriação de um verdadeiro ambiente da Idade Média. Num espaço com cerca de 33 hectares, a viagem acontece nas ruas e em diversos equipamentos da cidade, como o castelo da feira. Para além de todas as actividades e recriações medievais, o menu alimentar também é uma viagem ao passado.
A Viagem Medieval em Terra de Santa Maria conta com a participação de milhares de figurantes, entre atores profissionais, voluntários e membros de associações culturais locais. Estes participantes desempenham papéis essenciais na recriação do ambiente medieval, desde nobres e cavaleiros a mercadores, artesãos e camponeses.
A organização do evento está a cargo da Feira Viva – Cultura e Desporto, em colaboração com a Câmara Municipal de Santa Maria da Feira, Federação das Colectividades de Santa Maria da Feira e diversas entidades locais. Todos os anos, é feito um extenso trabalho de pesquisa histórica para garantir o rigor das recriações, incluindo trajes, cenários, e atividades temáticas.
Para garantir a segurança e organização do evento, é estabelecido um plano logístico que envolve forças de segurança, bombeiros, serviços médicos e equipas de limpeza. A sustentabilidade também tem sido uma preocupação crescente, com medidas para reduzir o impacto ambiental, como a utilização de materiais recicláveis e iniciativas de sensibilização ecológica.
Ao longo de 12 dias de evento, a Viagem Medieval em Terra de Santa Maria conta com mais de 110 espetáculos diários distribuídos por 17 áreas temáticas e 5 praças de animação. Diariamente decorrem também 3 espetáculos de Grande Formato que acompanham os episódios que marcam o reinado retratado na edição do evento. 
Devido ao seu carater cultural, social e económico, a Viagem Medieval tem sido alvo de estudos e dissertações académicas que exploram o seu impacto no território feirense. Neste contexto, em 2013, é lançado o livro Viagem Medieval em Terra de Santa Maria - A História e as Estórias, da autoria de Paulo Sérgio Pais, que é uma compilação de estórias e um documento de consulta académica.
A Viagem Medieval em Terra de Santa Maria realiza-se todos os anos entre o final de julho e a primeira semana do mês de agosto em Santa Maria da Feira.[carece de fontes?]

## Galeria de imagens

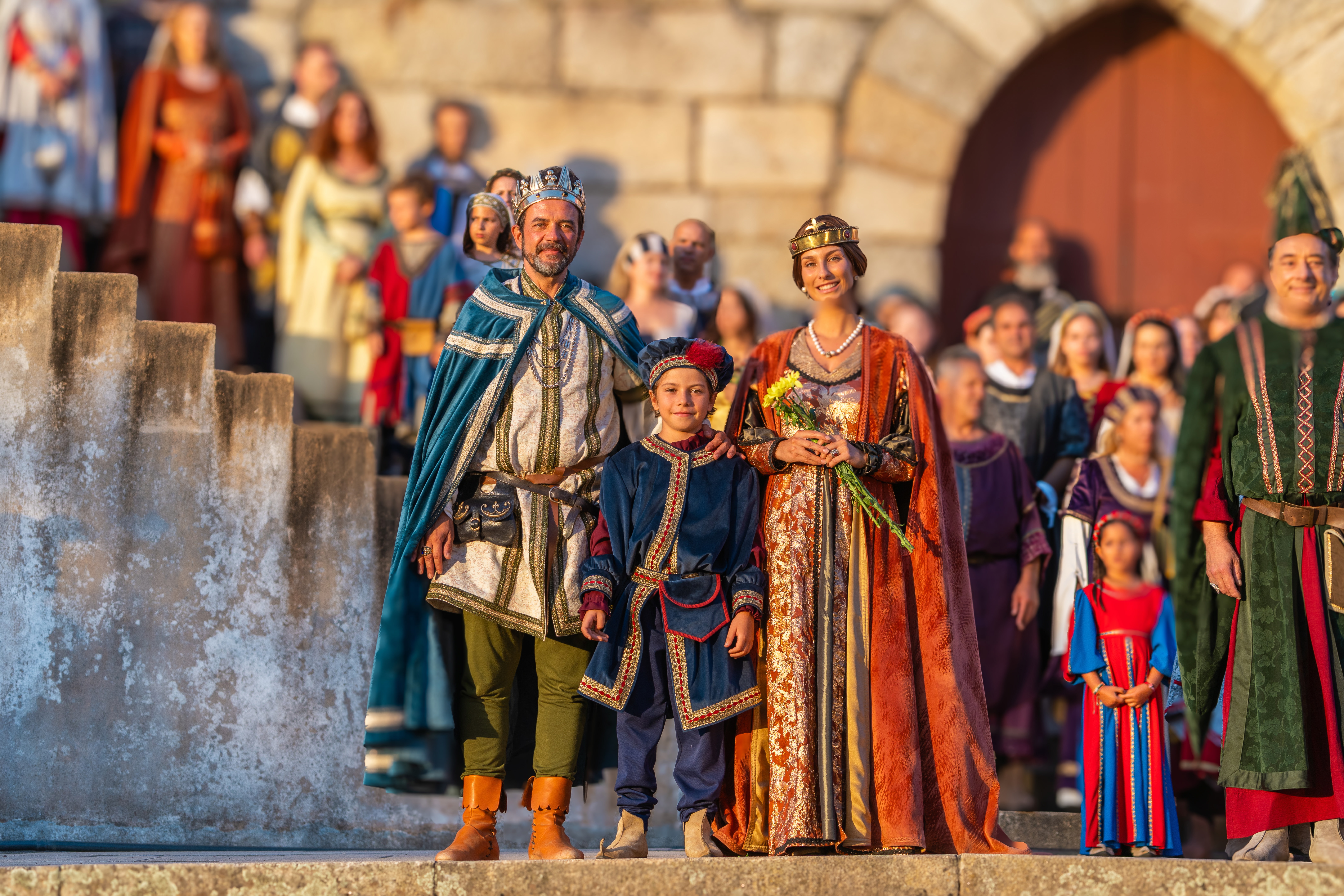
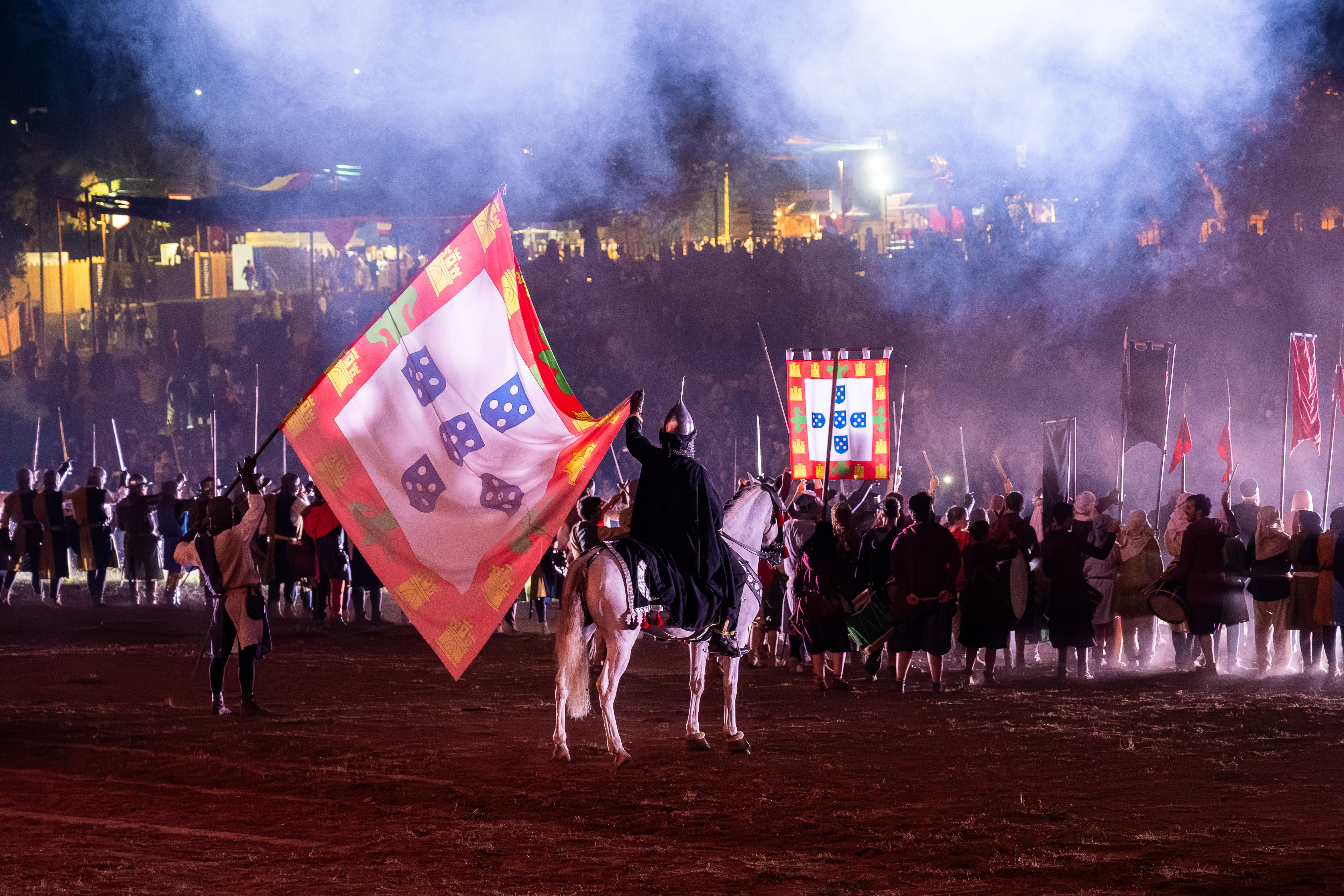
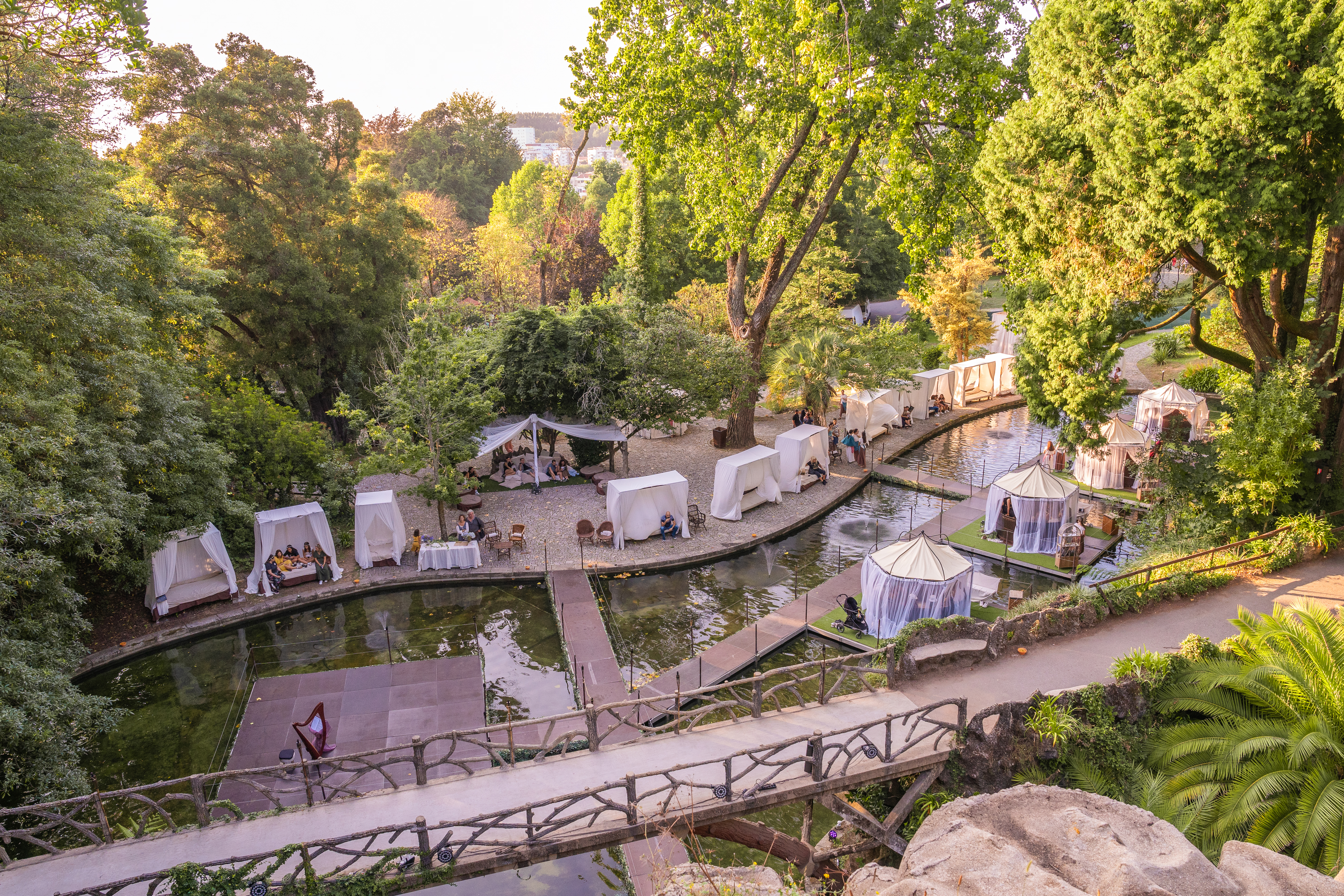
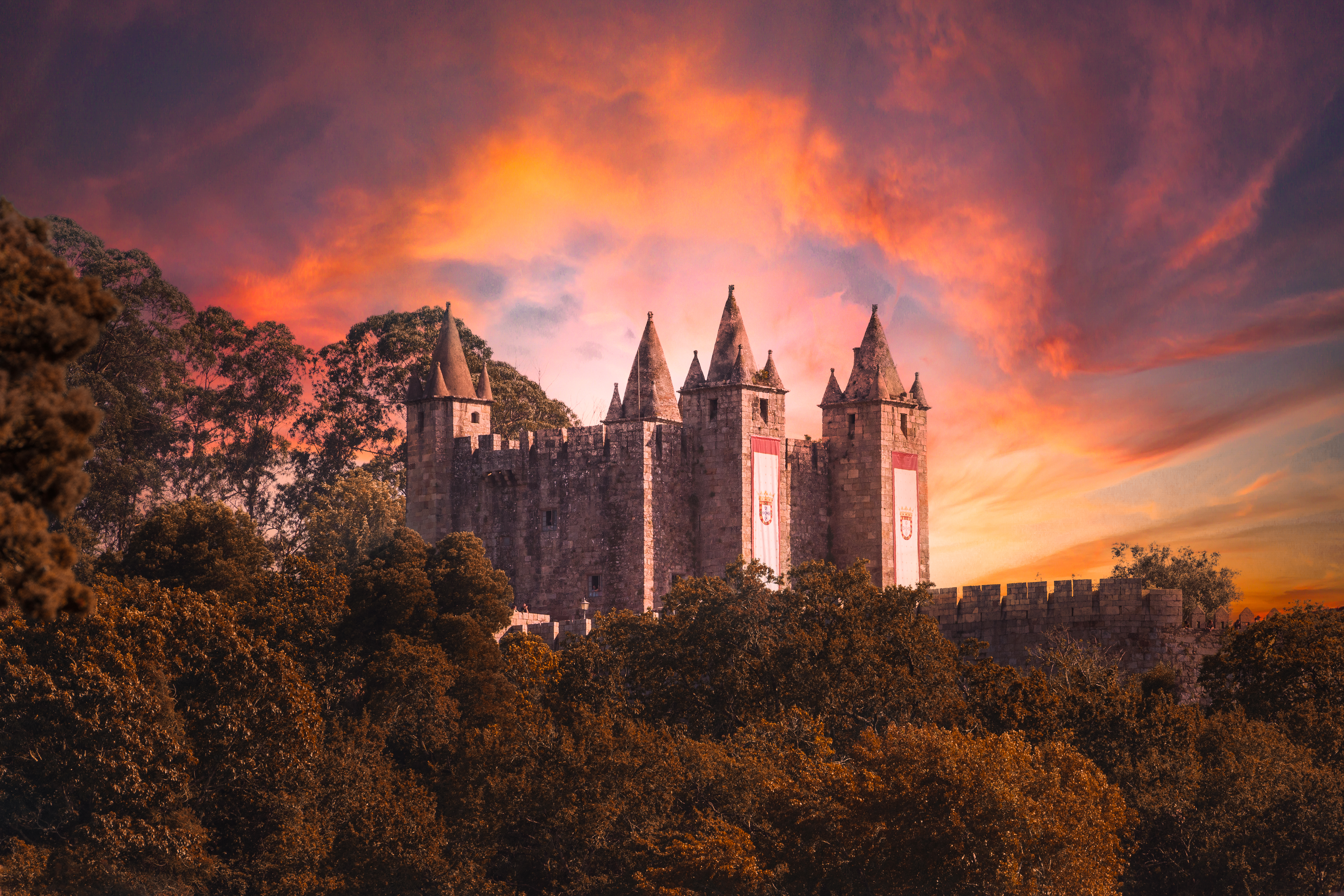
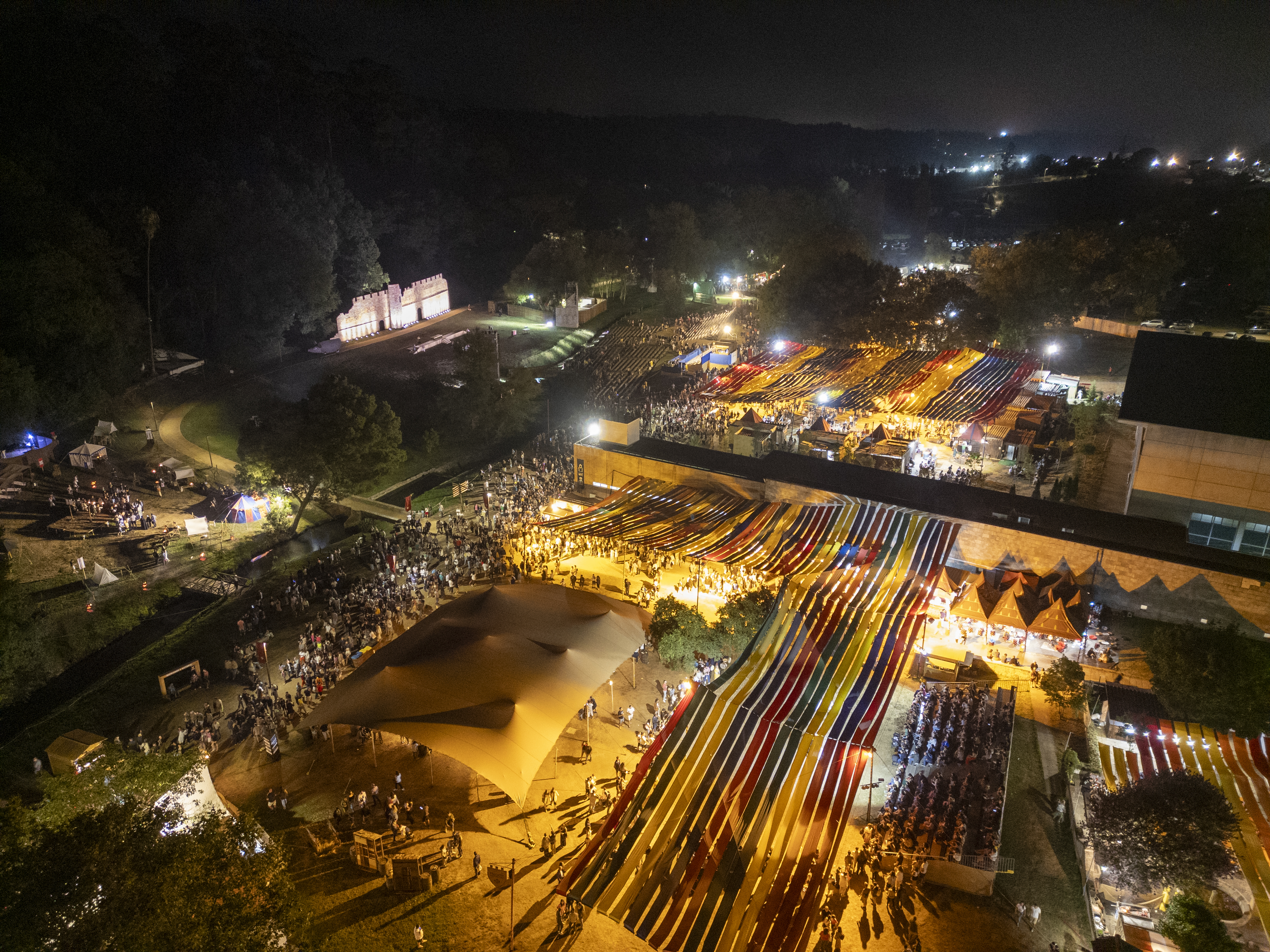
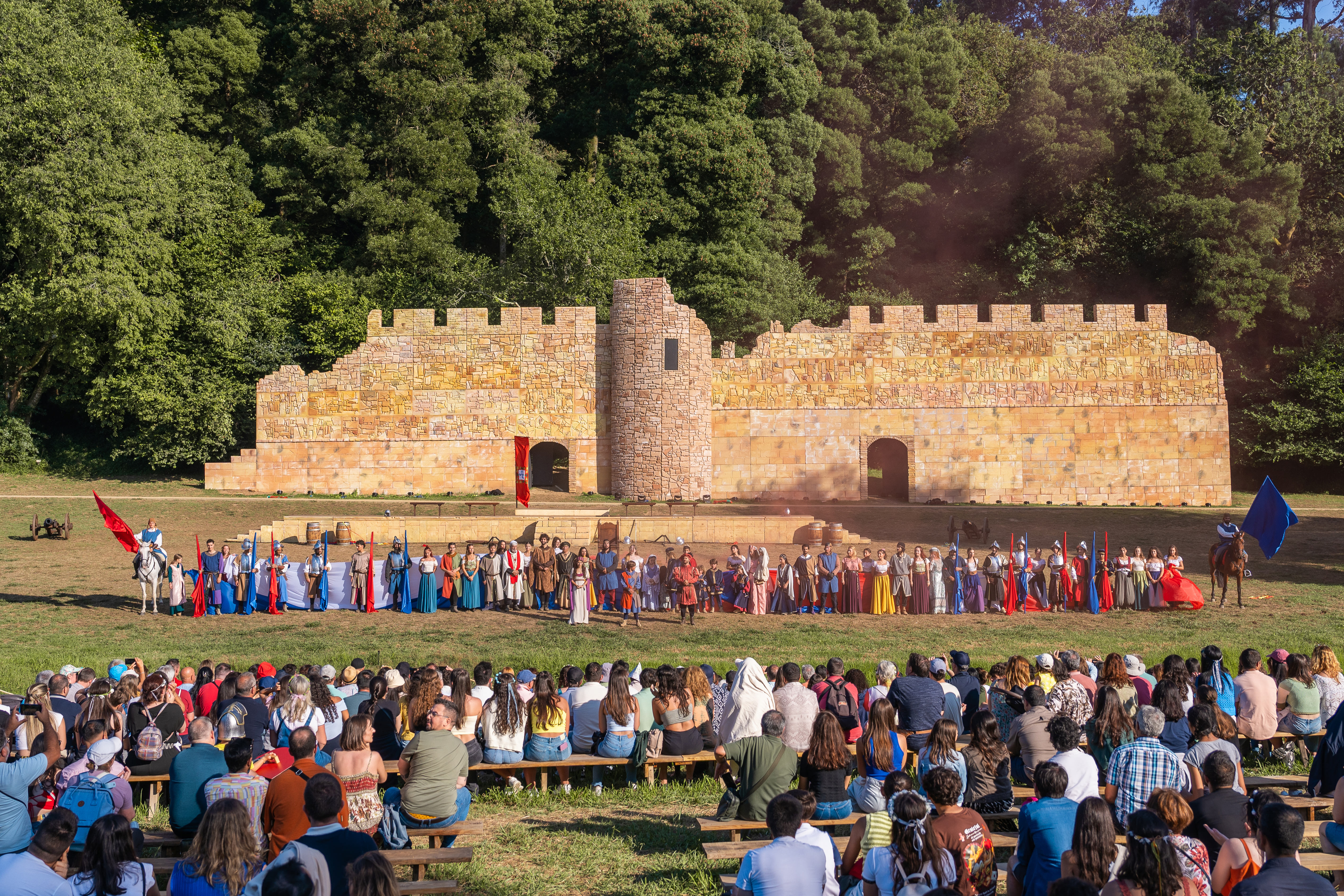